# John Adams (compositor)
No debe confundirse con el compositor estadounidense establecido en Alaska John Luther Adams.
John Coolidge Adams (Worcester, Massachusetts, 15 de febrero de 1947) es un compositor de música clásica y director de orquesta estadounidense, uno de los más conocidos y más a menudo interpretados en su país.
Su creatividad abarca una amplia gama de medios: obras orquestales, óperas, música para danza, música para vídeos y películas, así como obras electrónicas e instrumentales. Algunas de sus primeras composiciones, como Shaker Loops (1978), Harmonium (1981), Harmonielehre (1985) y The Chairman Dances (1985), están entre las más conocidas y frecuentemente interpretadas de la música contemporánea estadounidense. En esas obras llevó el minimalismo a un terreno nuevo y fresco, caracterizado por las sonoridades luminosas y por un fuerte y teatral acercamiento a las formas musicales.
Ha escrito y estrenado varias óperas: Nixon in China (1987), que relata la visita de Richard Nixon a China en 1972; The Death of Klinghoffer (1991), basada en el secuestro en 1985 del crucero Achille Lauro por el Frente de Liberación de Palestina y el asesinato de Leon Klinghoffer, un pasajero judío estadounidense de 69 años de edad en silla de ruedas; Doctor Atomic (2005), que se centra en Robert Oppenheimer, el Proyecto Manhattan y la construcción de la primera bomba atómica. También ha escrito On the Transmigration of Souls (2002), una pieza coral que conmemora a las víctimas de los atentados del 11 de septiembre de 2001 (por la que ganó el Premio Pulitzer a la Música en 2003).
El primer recuerdo musical que Adams conserva es estar sentado en la sala de estar de su casa de Nueva Inglaterra escuchando grabaciones musicales. Como ha observado «crecí en una casa donde Benny Goodman y Mozart no estaban separados». Cinco décadas más tarde, sigue siendo esa apertura a cada variedad de música —estadounidense y europea, vieja y nueva, arte «elevado» o pop «vulgar»— lo que hace que sus composiciones sean tan distintas. Como Andrew Porter escribió en «The New Yorker», Adams es el creador de un «nuevo lenguaje, flexible, capaz de producir obras de gran escala atractivas y formalmente fuertes. La suya es una música (...) maravillosa». A su vez, el diario Le Monde dice que su música «... da la impresión de una libertad redescubierta, de una puerta abierta que deja entrar el aire fresco en grandes ráfagas».
Su música ha desempeñado un papel decisivo en Estados Unidos en dar la vuelta a la corriente estética teórica del modernismo europeo y conducir a la música hacia un nuevo lenguaje más expresivo, propio del Nuevo Mundo.

## Biografía

### Los años de formación
John Adams nació en Worcester (Massachusetts) el 15 de febrero de 1947. Durante su infancia creció en Vermont y Nueva Hampshire, en un entorno de aislamiento rural. Se graduó en la Concord High School en Concord (New Hampshire).
Estudió clarinete con su padre y luego con Felix Viscuglia, clarinetista de la Orquesta Sinfónica de Boston. A los diez años comenzó a tomar lecciones de composición y teoría musical, luego tocó en una banda de marcha, y a los catorce ya dirigió a la orquesta de la comunidad con una composición suya. Consiguió una beca en 1965 de la Universidad de Harvard y decidió centrarse en el estudio de dirección de orquesta y clarinete (1965-1971). Se graduó en 1971 (BA y MA, Licenciado y maestro en artes) y estuvo muy marcado por los intelectuales e instituciones culturales de Nueva Inglaterra. En esos años, tocó el clarinete de manera ocasional con la Sinfónica de Boston, y dirigió la «Harvard University Bach Society Orchestra». Sus maestros fueron Leon Kirchner, David Del Tredici, Earl Kim, Harold Shapero y Roger Sessions. Poco a poco, sus intereses fueron derivando hacia la composición y aunque respetaba a su profesor de composición, Leon Kirchner, encontraba la atmósfera de la música académica demasiado cerrada. Cuando se graduó, sus padres le regalaron el libro de John Cage, Silence, una obra muy importante para él y cuya lectura «caló en mi mente como una bomba de relojería» («dropped into my psyche like a time bomb»). En esa época, los graduados de Harvard solían ampliar sus estudios en Europa —con una beca del Programa Fulbright o una «Paine Travelling Fellowship»— pero  en 1971 Adams, poco conforme con la música serial que nunca le gustó, se encaminó a la costa Oeste, viendo que había otras alternativas y en busca de la libertad necesaria para explorar esas nuevas opciones. Como él mismo cuenta:

Había dejado la costa Este para ver qué vida podía tener en California. Cuando Milton Salkind me invitó a una entrevista yo estaba trabajando en un enorme almacén en los muelles de Oakland con el memorable nombre de «Regal Apparel» [Lencería Real]. Había comenzado al exterior como estibador, es decir, uno de esos pobres hombres que descargan  a mano enormes contenedores y los ponen en las carretillas elevadoras. Luego  descubrieron que podía leer, y me dieron un trabajo menos aeróbico, contar cajas, pesarlas y enviarlas a todo el país por medio de Sears and Roebucks. Fui a la entrevista del conservatorio sin esperanzas de conseguir el trabajo, pero Milton, que siempre buscaba una ganga, me ofreció un puesto de unos 7000 dólares al año por una semana de unas sesenta horas.
John Adams
Carta con ocasión de una celebración del San Francisco Conservatory of Music en honor de Adams, el 22 de abril de 2004

En ese 1971 Adams se trasladó a California y enseñó en el Conservatorio de Música de San Francisco durante diez años (entre 1972 y 1982), donde dirigió el «New Music Ensemble». Guarda un magnífico recuerdo de esos años, en los que enseñó música contemporánea y composición, además de orquestación, análisis, un curso de ópera (de la que reconoció que no sabía nada hasta ese momento), e incluso tuvo un único estudiante de clarinete. Al principio, con solamente 25 años, sus alumnos eran mayores que él y tenía, como él mismo recuerda, poca experiencia:

No estoy muy seguro de que fuera un buen profesor, pero si sé que los diez años que pasé en el Conservatorio constituyeron la parte principal de mi propia educación como músico, y sé que no habría podido ser el compositor que soy de no haber surgido de ese maelstrom loco de la vida en la escuela (...) Y los estudiantes me cambiaron irrevocablemente. Sé que es un cliché decir «aprendemos de nuestros estudiantes». Por supuesto. Pero aprendí aún más. Aprendí humildad, comprendí que el talento genuino para la música es un regalo que es repartido injustamente por la naturaleza, como en el atletismo.
John Adams.

En esos años también se desempeñó como productor musical para algunas series para el Public Broadcasting System, como la premiada serie The Adams Chronicles, en 1976 y 1977.
Al principio, y aun influido por John Cage, sus obras se inspiraron en el uso de fuentes de sonido poco convencionales, como en el tríptico American Standard (1973), bajo la influencia de Cornelius Cardew y su Scratch Orchestra; luego, exploró los instrumentos electrónicos, al extremo de construir su propio sintetizador (la tecnología sigue aún preocupándole: en casi todo los trabajos recientes usa sintetizadores y samplers, incluyendo la obra Hoodoo Zephyr, una obra de 1993 compuesta enteramente con instrumentos digitales y grabada usando el sistema MIDI.)
Sin embargo hasta su encuentro con el minimalismo, a mediados de los años setenta, no encontró una solución a su dilema creativo. Incluso hoy día, habla del minimalismo como «lo único realmente interesante, importante desarrollo estilístico de los últimos treinta años» («the only really interesting, important stylistic development in the past 30 years»).
Adams tomaría el minimalismo en una dirección muy diferente a la de Steve Reich o de Philip Glass. Menos interesado que ellos en la música no-occidental, Adams transformó las técnicas minimalistas poniéndolas al servicio de un lenguaje musical mucho más emocional. Rechazaba el impersonalismo mecánico del primer minimalismo, exigiendo un grado de cambios más rápido, mostrando una gama «impura» de posibilidades estilísticas. En 1985 señaló: «Estoy intentando incorporar los aspectos trágicos de la vida en mi trabajo, que es algo que el minimalismo realmente no ha podido hacer todavía».
Todos esos elementos son evidentes en dos piezas que son sendos ensayos minimalistas: Phrygian Gates [Las puertas de Frigia], una pieza para piano de 1977-1978) y Shaker Loops [Coctelera de vueltas], un septeto de cuerdas de 1978. Adams considera que tanto Phrygian Gates como China Gates constituyen su verdadero opus 1, ya que las piezas anteriores —varias piezas de piano de los años setenta, American Standard, Grounding y algunas composiciones de cinta— eran imaginativas, pero estaban muy lejos de encontrar un lenguaje propio. Phrygian Gates ya muestra una fuerte influencia de las técnicas minimalistas, basándose en la idea de la repetición de células estructurales. Adams confiesa que no solo tenía en mente a los minimalistas estadounidenses, sino a los menos conocidos pioneros ingleses como Howard Skempton, John White y Gavin Bryars '(«Not only the American Minimalists, but the lesser known English practioners like Howard Skempton, John White and Gavin Bryars, were on my mind during the composing of this piece»).
Las obras mostraban unas modulaciones eruptivas que interrumpían el típico estado suspendido del minimalismo, introduciendo un lirismo casi líquido. Estaba ya claro que el «post-minimalismo» de Adams había conseguido incorporar una completa gama expresiva, unos recursos necesarios para un compositor de finales del siglo XX. Phrygian Gates, China Gates y Shaker Loops fueron estrenadas en 1978 y fueron las primeras piezas grabadas del compositor, en 1979, en el sello 1750 Arch Records.
Sus innovadores conciertos atrajeron la atención del director de orquesta neerlandés Edo de Waart, que había llegado en 1977 a la Orquesta Sinfónica de San Francisco. En 1978 le nombró consejero de música contemporánea de la orquesta y, más tarde, compositor residente de la misma (1982-1985). Con Waart creó el ciclo para orquesta «New and Unusual Music», muy acertado y polémico, y estableció una relación profesional que será muy fructífera durante largos años (fruto de ella serán los encargos de muchas de sus obras orquestales: Harmonium (1981), Harmonielehre (1985), El Dorado (1991), El Niño (2001, un coo-encargo), My Father Knew Charles Ives (2003) y A Flowering Tree (2006, otro co-encargo).
Harmonium, una composición para gran orquesta y coro sobre poemas de Emily Dickinson y John Donne, fue un éxito inmediato, uno de los primeros trabajos que anunciaban un nuevo período de vuelta a la tonalidad musical. Su éxito ayudó a iniciar una revolución en la música sinfónica que continuó en la década siguiente. Adams ya gozaba de cierta fama en el área de las nuevas músicas de San Francisco, pero tras el estreno de Harmonium, fue largamente aclamado por la crítica y su vida cambió: en un plazo de diez años, llegara a ser el compositor estadounidense vivo más interpretado en las salas de concierto. Su siguiente obra fue Grand Pianola Music (1982), una parodia de partitura, escrita como una travesura de una manera que nunca antes había usado. Por primera vez, va a ser interpretado por alguna de las mejores orquestas del mundo: New York Philarmonic y Royal Concertgebouw de Ámsterdam.
En 1983 compuso Light Over Water [Luz sobre el agua],  una sinfonía para metales y sintetizadores y en 1985, cerró un ciclo muy importante de su vida con la obra Harmonielehre, con un título homónimo al de la obra de Schoenberg que Adams describió como una suerte de Talmud de la teoría musical occidental. El éxito de esta obra fue enorme y fue programada inmediatamente por orquestas de todo el mundo, en EE. UU., Europa, Japón y Australia. La sección central de Harmonielehre [El Anfortas herido] incluía un nuevo y sinuoso cromatismo que tendría grandes consecuencias en las composiciones futuras de Adams. Con Harmonium y Harmonielehre comenzó a reconocerse su voz como compositor adquiriendo una gran reputación en el mundo musical estadounidense.

### Sus primeras óperas

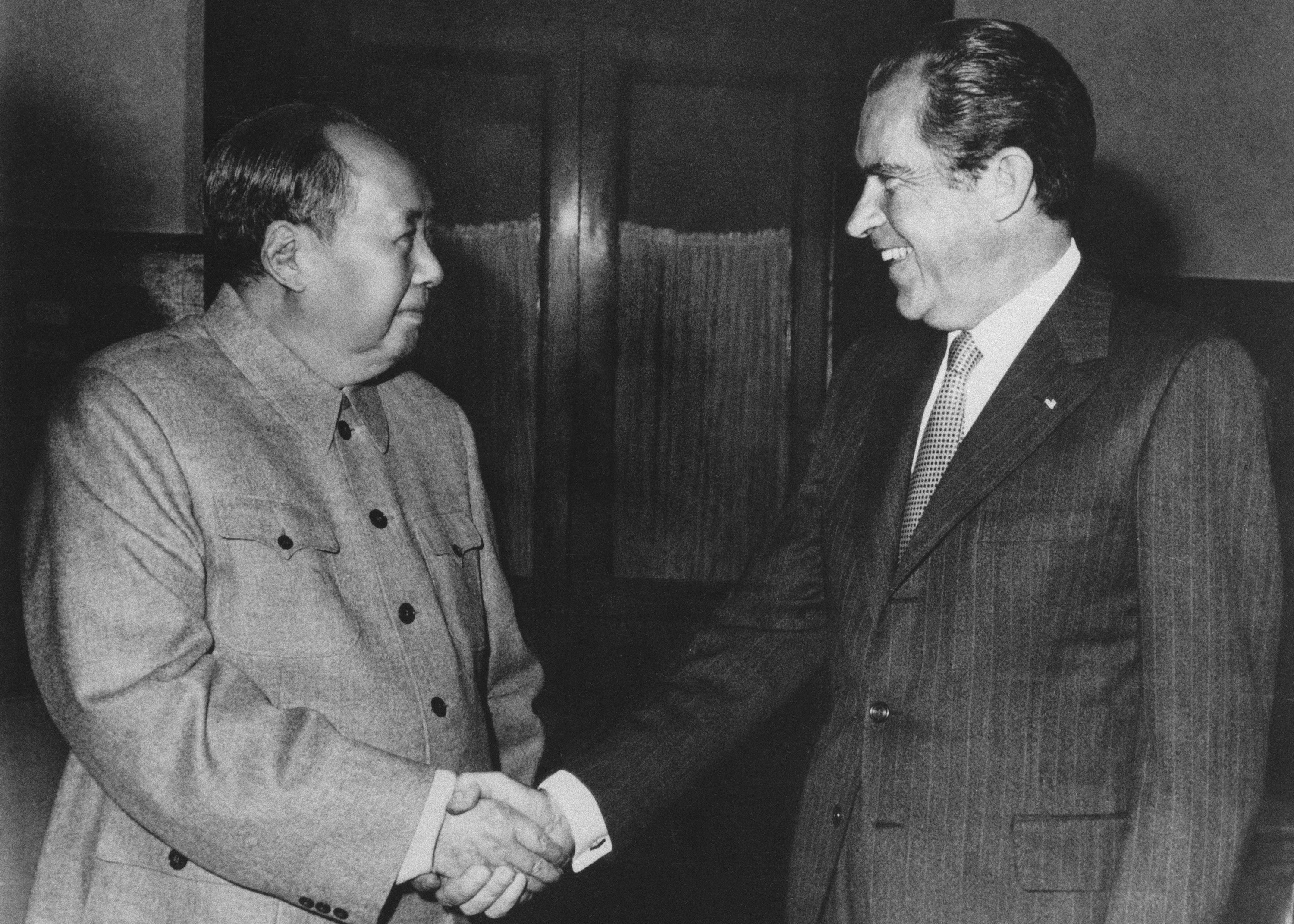
El histórico encuentro en 1972 entre Richard Nixon y Mao Tse-Tung que inspiró la ópera Nixon in China, estrenada en 1987.

En 1983, Adams conoció al director escénico Peter Sellars, que le sugirió escribir una ópera sobre el histórico encuentro en 1972 entre Richard Nixon y Mao Tse-Tung. Adams, en un principio escéptico, comprendió pronto que la ópera, que se había ocupado siempre de mitos y de arquetipos, podía encontrar en Nixon y Mao los personajes propios de nuestro propio tiempo, a pesar de que todos los personajes de esa ópera aún vivieran. La mayoría de la gente asumió que Nixon in China era una sátira, pero sus autores —Adams, Sellars y la libretista Alice Goodman— explicaron que no debía entenderse como una crítica política y, en su lugar, hicieron una ópera comprensiva, casi heroica, enmarcada por unas elegantes rimas pareadas. Comenzó la obra en 1985, y dos años más tarde, en el momento de su estreno en octubre de 1987, el crítico Michael Steinberg podía decir, sin exageración: «Ninguna ópera estadounidense ha sido esperada con tal entusiasmo».
Los primeros dos actos de Nixon in China recogen acontecimientos que parecen saltar directamente de los titulares al escenario: el aterrizaje en Pekín, el aria sobre el poder de la televisión, la reunión con Mao en el gabinete presidencial, el elaborado banquete formal. Sin embargo, en el último acto, el humor se vuelve melancólico e introspectivo y los personajes principales yacen en una cama estrecha y meditan sobre sus fallos y aciertos; para ellos, Adams escribió algunos de los pasajes más conmovedores que nunca ha compuesto.
De todas las composiciones de Adams quizás la más conocida sea esta ópera, estrenada en la «Houston Grand Opera» y que obtuvo dos años más tarde, el Premio Grammy a la «Mejor composición contemporánea». Con Nixon in China el compositor —junto con Sellars, Goodman y el coreógrafo Mark Morris— hizo historia en el mundo de la ópera al iniciar un nuevo tipo de teatro musical, considerado como posmoderno, en el que se entremezclan ópera, danza, video y proyecciones. El montaje original de Sellars fue visto en Nueva York, Washington, Ámsterdam, Edimburgo, Los Ángeles, París, Adelaida y Fráncfort y luego se han hecho nuevas producciones que se presentaron en Chicago, Helsinki (en finés) y Bielefeld (en alemán). La versión de concierto se ha interpretado recientemente en Londres y Tallin (Estonia).

Mientras trabajaba en esa ópera Adams también compuso dos breves fanfarrias orquestales, muy interpretadas: Tromba Lontana (1985) y Short Ride in a Fast Machine [Corta cabalgada en una máquina rápida] (1986).
En 1988 fue nombrado asesor creativo de la Saint Paul Chamber Orchestra de la ciudad de Saint Paul, Minnesota,  un cargo que desempeñó entre 1988 y 1990, formando con Christopher Hogwood, director musical, y Hugh Wolff, director principal, una comisión artística tripartita.
Después del estreno de Nixon in China, Adams quería mantener el espíritu del último acto de la ópera. Sin embargo, como el mismo ha señalado: «con cada pieza oscura, introspectiva, seria, debe venir el trickster: la carta salvaje, chillona, irónica». El resultado fue una nueva obra orquestal, Fearful Symmetries [Simetrías temibles], una pieza locamente acelerada y llena de ritmos de la cultura pop estadounidense. Fue escrita en la primavera de 1988 en una corta estancia en la Academia Estadounidense de Roma. El título Fearful Symmetry es una cita del poema The Tyger de William Blake, una cita que ha sido muy usada, como en alguna obra del matemático Ian Stewart, también por Northrop Frye, en algún episodio de Star-Trek o en cómics de ciencia ficción). La energía de Fearful Symmetries ha hecho que sea la obra más coreografiada del compositor, con ocho adaptaciones por compañías de danza de ambos lados del Atlántico.
Como manifestó Adams, a la extrovertida composición Fearful Symmetries le siguió la introvertida The Wound-Dresser (1989)  [El aparador herido], una obra que es una adaptación, para barítono y orquesta de cámara, de Drum Taps [Golpes de tambor], una obra de 1885 sobre los recuerdos del Walt Whitman enfermero que atendía a los soldados heridos en la guerra civil. El tema de la pieza requiere un clima intimista, un ánimo de reservada aceptación que debía ser tan «dulce y triste» como el propio texto de Whitman.

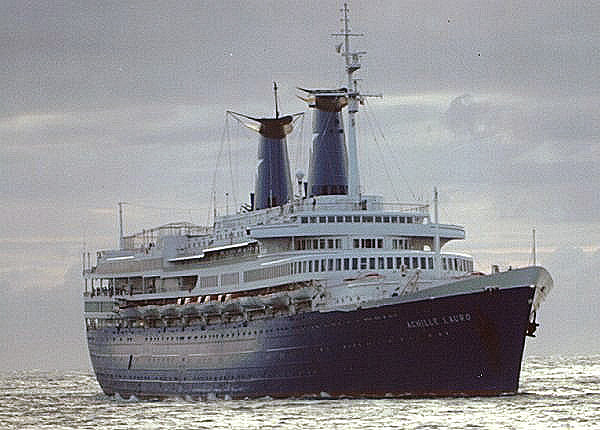
El transatlántico Acchille Lauro.

En 1990, Adams comenzó a trabajar en su segunda ópera, The Death of Klinghoffer (La muerte de Klinghoffer, de 1991), una obra inspirada en el secuestro en 1985 del trasatlántico Achille Lauro en una travesía por el Mediterráneo por terroristas palestinos, y en el posterior asesinato del pasajero judeo-estadounidense, Leon Klinghoffer, impedido y en un sillón de ruedas. La obra va más allá de ese incidente examinando el choque trágico, intemporal, de dos pueblos: el árabe y el judío. Esta vez el equipo —de nuevo una colaboración con Sellars, Goodman y Morris— evitó sabiamente el realismo de Nixon in China. La narrativa exuberante de Nixon, en Klinghoffer, fue sustituida por una sobriedad casi ritual, llena de reflexión más que de acción. Adams admitió que se inspiró en las pasiones de J. S. Bach, y, de hecho, la base emocional de la ópera es el coro, dispuesto al margen de la acción narrativa, cuyas intervenciones son meditaciones sobre el significado de la acción. Permanentemente oscuro y disonante, asombrosamente contrapuntistico y capaz de romper el impacto emocional, el cromatismo de Klinghoffer queda lejos de la balbuceante repetición post-minimalista de Nixon in China.
Esta segunda ópera se estrenó en la Ópera de Bruselas en 1991. Descrita por la crítica Katrine Ames de Newsweek como un «trabajo que enciende el corazón» la obra también se ha visto en Lyon, Viena, Nueva York y San Francisco. El estreno en Inglaterra tuvo lugar en el marco del «2002 January Composer Weekend» que le dedicó la BBC, y fue interpretada por BBC SO). En el año 2003 una versión fílmica de la ópera, dirigida por Penny Woolcock para «Channel Four», fue estrenada en cines, televisión y DVD. La película, para la que el compositor dirigió la London Symphony Orchestra, hizo su debut en el festival estadounidense de cine independiente «Sundance Film Festival» y ganó varios premios internacionales, incluyendo el Prix Italia y el Vienna TV Award de 2004.
El estreno de la obra coincidió con la Guerra del Golfo de 1991, lo que causó un gran desgaste personal en Adams, y le alejó durante años del mundo de la ópera. Esa ópera ha sido criticada como injusta tanto por grupos judíos como musulmanes. Adams ha dicho que mucha de la controversia pudo provenir del hecho de que no se retratatase a los terroristas como los típicos malvados («poster board villains»).
La producción en octubre del 2014 de La muerte de Klinghoffer para el Metropolitan Opera (MET) causó una considerable polémica,
con protestas en las calles de Nueva York, frente al Lincoln Center; entre los detractores se pronunciaron figuras políticas como el exalcalde Rudolph Giuliani y el exgobernador del Estado, David Paterson. Ante la controversia, el MET accedió a incluir en el programa un texto escrito por las hijas de Leon Klinghoffer, en el que se acusaba a la obra de «racionalizar, romantizar y justificar el asesinato terrorista de nuestro padre». Finalmente, el MET decidió cancelar la transmisión internacional en vivo de La muerte de Klinghoffer, aunque Peter Gelb, director general de la institución, defendió que se llevara a cabo la producción, ya que «aunque trate de un acto de terrorismo, la ópera no es ni antisemita ni una glorificación del terrorismo, que es lo que los organizadores de la campaña para suprimirla quisieran que la gente crea».

### Los años noventa
Su siguiente trabajo fue de nuevo una obra orquestal, El Dorado (1991), un encargo de la San Francisco Symphony, que trata de los efectos de la avaricia en nuestro ambiente y en la sociedad y que se centra en otra de las claves contemporáneas, el deterioro ambiental. El Dorado alude tanto al paraíso que buscaban los conquistadores españoles, edén de naturales abundancias, como a nuestro irónicamente dorado de corrupción y abusos. La pieza se organizó en consecuencia en dos partes llamativamente contrapuestas: la primera «A Dream of Gold» [Un sueño de oro] dibuja un paisaje atormentado por el abuso del hombre (Adams al explicar la pieza sugiere ver una fotografía de los mineros brasileños de Sebastião Salgado), con un crescendo orquestal hacia un caos apenas controlado, que refleja la energía de las máquinas automáticas cortacésped, sin cerebro, siempre consumiendo, y la potencia de los bulldozers. La segunda parte, «Soledades», muestra un paisaje virgen sin huellas humanas, una visión arcádica expresada en escalas y armonías modales puras. El ambiente de la pieza es el de los grandes escritores de la naturaleza, como Barry López o Edward Abbey. Como ha dicho Adams:

Tengo pocas dudas de que El Dorado fue el resultado de mirar el avance lento pero irreversible del desarrollo humano y de la explotación del medio natural, como atestiguo particularmente en la California rural. El efecto de la especie humana en el planeta es un enigma. Somos parte de la ecología natural. No somos ajenos a ella, tenemos la responsabilidad de nuestra singular energía.
John Adams.

La Chamber Symphony (1992) [Sinfonía de cámara], escrita —como la partitura homónima de Schoenberg de 1906— para 15 instrumentos, combina el lenguaje contrapuntístico y cromático de Klinghoffer con la energía hiperactiva de la música usada en los dibujos animados. Asustantemente virtuosista, sus texturas lineales y la pulsación insistente recuerdan de vez en cuando a Stravinski. Estrenada en enero de 1993, la obra ha tenido un éxito extraordinario: más de 40 conjuntos ya la han interpretado. Además, con esa obra Adams obtuvo en 1994 el premio a la «Mejor Composición de cámara» de la «Royal Philharmonic Society Music».
En su siguiente obra, Violin Concerto (1993) —un encargo conjunto de la Minnesota Orchestra, de la London Symphony y del New York City Ballet— aparece de nuevo el Adams turbulento, agridulce y amargo, y también contrapuntistico. Su primer movimiento sitúa la parte solista flotando libremente sobre un acompañamiento orquestal, permanentemente cromático; su segundo movimiento, más claramente tonal, es una chacona construida sobre un bajo profundo; y el torbellino final, es una toccata de movimiento profundo. En el año 1995, Adams obtuvo el Premio Grawemeyer de Composición por esta obra.
Después de esta serie de obras orquestales, Adams regresó a la escala íntima con John’s Book of Alleged Dances  [El libro de Juan de las danzas inventadas] (1994). A pesar del título ingenioso y de la chistosa descripción que hace Adams como un conjunto de danzas «para las que los pasos todavía tienen que ser inventados», la música no es un conjunto de piezas ocasionales. Escrita para un cuarteto de cuerdas y un sampler controlado con el pie, las diez danzas inventadas siguen con la tendencia cromática y el virtuosismo contrapuntístico.

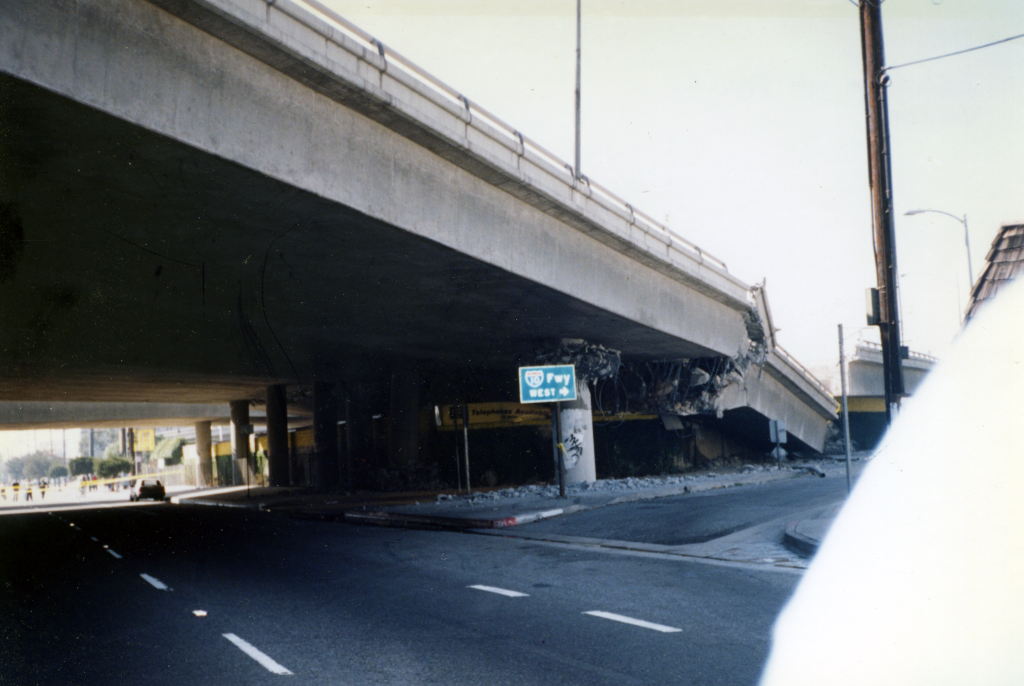
El terremoto de Northridge de 1994.

En 1994, Adams estaba listo para volver al teatro musical, aunque no al mundo de la ópera. Buscando una alternativa a la complejidad y al coste de la producción de una ópera, compuso I Was Looking at the Ceiling and Then I Saw the Sky (1995) [Estaba mirando al techo y entonces vi el cielo], de nuevo una colaboración con Peter Sellars y esta vez con la poetisa June Jordan. El título hace referencia a una frase que había escuchado Jordan a un superviviente del terremoto de Northridge de 1994, una catástrofe que devastó una gran parte del área norte de Los Ángeles. Adams sentía que la única forma de hacer una ópera verdaderamente estadounidense era volver la mirada hacia el musical. Al regresar a las voces no operísticas, situando una banda sobre el escenario de tan solo ocho instrumentistas y haciendo un montaje valiente del interior de una ciudad, Adams esperaba alcanzar una audiencia mayor y más diversa. Hizo una obra portátil, una song play (‘obra de canciones’), al estilo de la La ópera de los tres centavos (1928), de Brecht y Weill, de West Side Story (1957), de Bernstein, o de Porgy and Bess (1935), de Gershwin. La trama sigue la vida de unos jóvenes de la ciudad, que viven los conflictos raciales, su relación con la policía, la persecución de los inmigrantes, la identidad sexual, pero todo se transforma en el segundo acto cuando ocurre el terremoto. El lenguaje musical, rico en alusiones al estilo popular estadounidense, es tan simple como bueno: 20 canciones de estilo pop, pero con el particular ritmo y giros armónicos de Adams. «Un sentido de la pulsación minimalista y de la repetición está en toda mi música, pero no hay nada de la complejidad, de la densidad contrapuntística y de la deriva hacia la atonalidad que puedes encontrar en el Cuarteto de cuerdas y en el Concierto de violín», admite. Ceiling/Sky  [Techo/cielo], como es conocida, se estrenó en Berkeley en mayo de 1995, y más de 50 nuevas producciones han sido vista en Montreal, Nueva York, Edimburgo, Helsinki, París y Hamburgo.
En la primavera de 1998 comenzó a trabajar en Naïve and Sentimental Music, un ensayo de orquesta de más de 50 minutos, que ha sido ampliamente reconocido como uno de los aciertos de Adams en el medio orquestal y que el mismo cita como su pieza más ambiciosa junto con sus óperas. En la explicación de la obra Adams hace una profunda reflexión sobre su trabajo como compositor. El título de la obra alude al ensayo, hoy olvidado, de Schiller de 1795 Über Naive und Sentimentalische Dichtung [Sobre la poesía ingenua y sentimental], una obra en la que Schiller habla de la existencia de dos personalidades creativas: «Los que no son conscientes de ninguna grieta entre ellos y su entorno, o dentro de ello; y aquellos que sí son conscientes» (cita de Isaiah Berlin, que resume el punto de vista de Schiller). Los inconscientes serían los ingenuos. Para ellos el arte es una forma natural de expresión, incomprensible por autoanálisis y despreocupados sobre su lugar en la serie histórica. «Ven lo que ven directamente, e intentan articularlo para su bien, no para cualquier propósito posterior, sin embargo sublime». Schiller cita a Homero, a Shakespeare, a Cervantes y a Goethe, como ingenuos. A estos opone el poeta sentimental, para quien el arte «llega cuando el hombre entra en la etapa cultural, cuando la unidad primordial se ha roto… la armonía entre sentimiento y pensamiento, que en el ingenuo era verdadera, ahora existe solamente como ideal. No está en el hombre, como un hecho vital, si no fuera de él, como un ideal para ser realizado». Para Schiller el poeta o es natural (y entonces es ingenuo), o bien busca la naturaleza (y entonces es sentimental). Es una forma provocadora de ver las distinciones habituales: clásico versus romántico, las nietzcheanas apolíneo versus dionisiaco, moderno versus posmoderno, y así sucesivamente. Adams ha dicho que en esta pieza dejó correr libremente todo lo que tiene de ingenuo. La obra, que fue un encargo conjunto de Los Ángeles Philharmonic, Vancouver Symphony, Sydney Symphony y del Ensemble Modern Orchestra, fue estrenada en febrero de 1999 en Los Ángeles fue dedicada a Esa-Pekka Salonen. La grabación de esta obra estuvo nominada a los Premios Grammy («Best Contemporary Composition»).
Otras piezas orquestales escritas en los años noventa fueron Slonimsky's Earbox (1996) —encargo conjunto de la Hallé Orchestra y de la Oregon Symphony—, Gnarly Buttons (1996) —un concierto de clarinete estrenado por el solista Michael Collins y la London Sinfonietta, bajo la batuta del propio compositor— y Century Rolls (1997) —un concierto de piano escrito para Emanuel Ax y estrenado  por él con la Cleveland Orchestra dirigida por Christoph von Dohnányi. Century Rolls es un concierto con los tres movimientos tradicionales de rigor en el que, como adelanta el título, Adams rinde un tributo a la mejor literatura pianística del siglo XX: Gershwin, Fats Waller, Nancarrow, el piano mecánico y Stravinski. Otra obra suya, Lollapalooza (1995 ) (el título hace mención al Festival de música por homónimo), es una breve pieza para piano compuesta en homenaje a Simon Rattle como regalo en su cuadragésimo aniversario, y muestra, en seis minutos, al Adams vibrante, divertido, trepidante.
En 1997, para festejar sus cincuenta años, se celebró un concierto en Ámsterdam con la Royal Concertgebouw dirigida por Adams en el que se interpretaron obras suyas y otras obras para banda de Gil Evans, Miles Davis y Duke Ellington. En 1999 hizo una gira por Europa con el Ensemble Modern, dirigiendo Naive and Sentimental Music y la Cuarta Sinfonía de Ives.

### El nuevo milenio

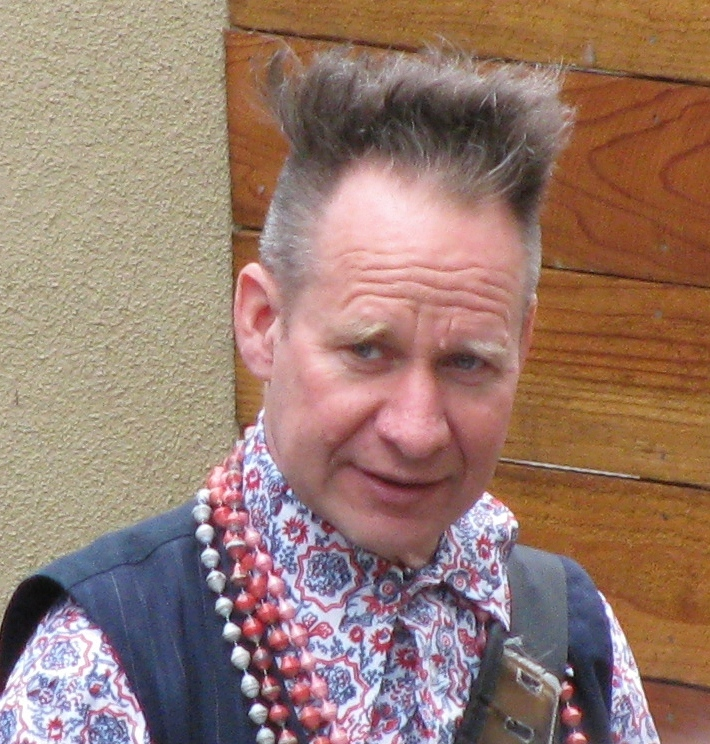
Peter Sellars, colaborador de todos los proyectos operísticos de Adams.

El Niño, es un oratorio de Navidad multilingüe —inglés, español y latín— que narra el nacimiento de Jesús, y que requiere un gran conjunto de voces (soprano, mezzo soprano, barítono bajo y tres contratenores, un coro SCTB y un coro de niños). La obra, de casi dos horas de duración, fue compuesta para la celebración del milenio y se concibió para ser presentada tanto como una obra escénica —con un montaje nuevamente de Sellars que incluye danza y video— como un concierto-oratorio. Fue estrenada el 15 de diciembre de 2000 en el Théâtre du Chatelet, con la Deutsches Symphonie Orchester, London Voices, Theater of Voices y La Maitresse de Paris dirigidos por Kent Nagano. El Niño sigue la narrativa tradicional de la Anunciación a Maria, de la visita a su prima Isabel, del nacimiento y adoración de Jesús, la masacre de los inocentes de Herodes y de la Huida a Egipto. Pero, contrariamente a El Messiah de Haendel, que por otro lado es el modelo obvio, el tratamiento de Adams se mueve libremente a lo largo del tiempo y de los lugares. Usa diferentes textos: el más antiguo, las profecías de Ageo y de Isaías, y los más recientes, cuatro poemas de la poeta y novelista mexicana Rosario Castellanos. Además, usa textos de Juana Inés de la Cruz, de Gabriela Mistral, de Rubén Darío, del sermón de Navidad de Martin Luther, de pasajes del Evangelio de Lucas y de varios evangelios apócrifos.
La obra On the Transmigration of Souls [Sobre la transmigración de las almas] es un trabajo coral que conmemora el primer aniversario de las víctimas de los atentados del 11 de septiembre de 2001 y que ganó el Premio Pulitzer de música del año 2003. Sin embargo, tras ganar el premio, Adams declaró que le embargaba un sentimiento de «ambivalencia bordeando el desprecio» (ambivalence bordering on contempt), ya que sentía que el premio había perdido mucho del prestigio que todavía tenía en otros campos, porque «la mayoría de las mentes musicales más grandes del país» (most of the country's greatest musical minds) habían sido ignoradas en favor de la música académica. En 2005, la grabación del estreno de On the Transmigration of Souls (con Lorin Maazel dirigiendo la New York Philharmonic) obtuvo tres Premios Grammy, como «Mejor disco clásico», «Mejor interpretación orquestal» y «Mejor composición contemporánea clásica».

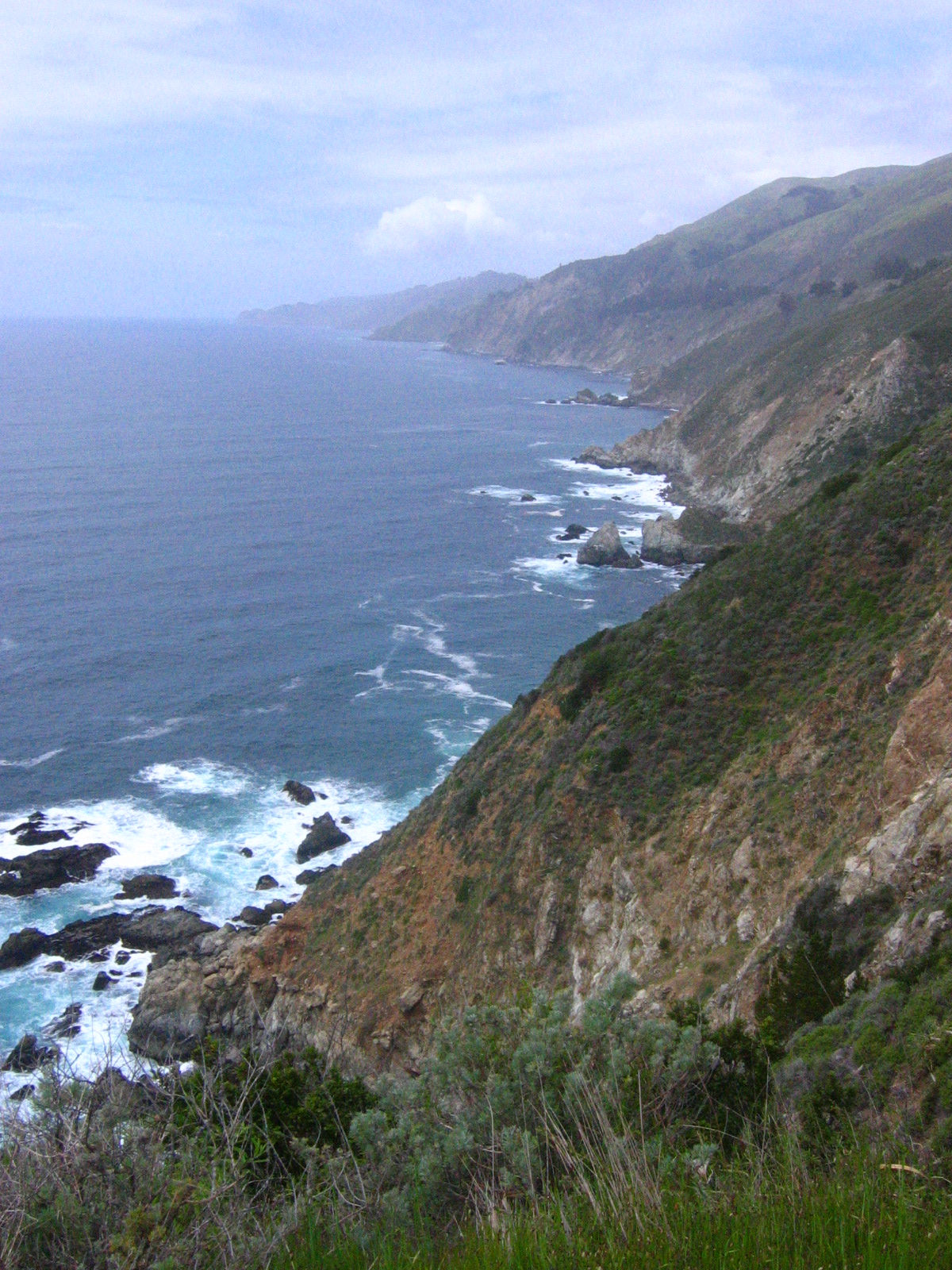
El Big Sur, en la costa californiana.

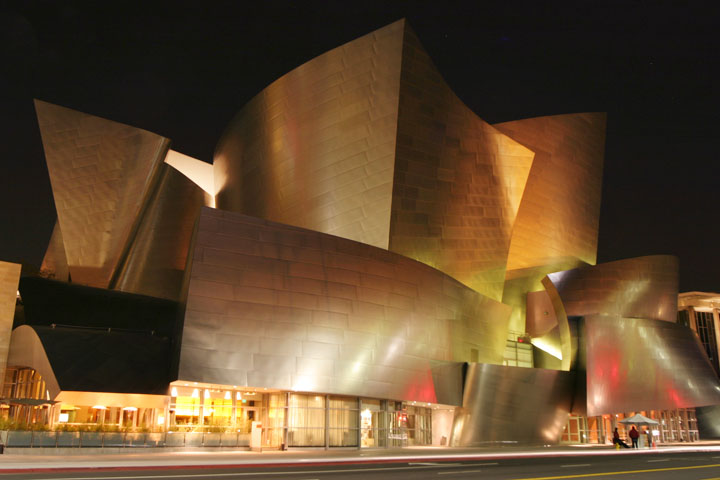
Walt Disney Concert Hall.

En 2003, Adams compuso The Dharma at Big Sur [El dharma en Big Sur], para violín eléctrico y orquesta, una pieza inspirada en las impresiones literarias que la contemplación del maravilloso paisaje californiano produjo en escritores como Jack Kerouac, Gary Snyder y Henry Miller (El «Big Sur», es una zona de la costa central de California, de unos 150 km, entre Santa Cruz y Santa Bárbara, donde el continente se desploma en grandes precipicios hasta el mar). La obra tiene dos partes, cada una dedicada a un compositor de la costa Oeste que habían sido amigos e inspiración de Adams, Lou Harrison y Terry Riley. La primera parte, «A New Day» [Un nuevo día], es un largo ensueño rapsódico para violín solista, una «melodía sin fin» que se eleva sobre la calma de un zumbido de orquesta con pulsaciones y acordes de gongs y arpas y de unos metales distantes. La pieza fue compuesta para la inauguración el 23 de octubre de 2003 del Walt Disney Concert Hall de Los Ángeles, el nuevo edificio diseñado por el arquitecto Frank Gehry con quien Adams ya había colaborado veinte años atrás en una pieza llamada Available Light, para la coreógrafa Lucinda Childs.
En 2003 compuso también My Father Knew Charles Ives [Mi padre conoció a Charles Ives], una autobiografía musical en la que hace una evocación de su adolescencia en New Hampshire y que es también un homenaje a un compositor, Charles Ives, cuya influencia en Adams fue muy grande. En la explicación de la pieza Adams señala las coincidencias biográficas de ambos (nacidos en New Hampshire) y aunque su padre no conocía a Ives, bien podría haberlo conocido en cuyo caso Adams no dudaba de que se hubieran llevado bien. En la pieza de Adams hay más que los tres «lugares» (places) de Nueva Inglaterra, y además su Concordia, sin embargo, es el pequeño pueblo de Concord, de New Hampshire, situado ochenta millas al norte de la Concord de la épica sonata pianística de Ives.
La siguiente ópera de Adams fue Doctor Atomic (mayo de 2004) —también una colaboración con Sellars— que se estrenó el 1 de octubre de 2005. La acción se centra en la primera prueba de la bomba atómica, y el personaje principal es J. Robert Oppenheimer.
La última ópera de Adams A Flowering Tree [Un árbol floreciente] está inspirada en La flauta mágica de Mozart y se estrenó en noviembre de 2006 en Viena. Basada en un cuento popular de la India meridional, comparte temas similares con su modelo mozartiano: juventud, amor y la aparición de la conciencia moral. Kumudha, una muchacha pobre pero hermosa, descubre que tiene el poder mágico de volverse un árbol floreciente. Un príncipe oculto espía a Kumudha durante una de sus transformaciones. Encantado y preocupado por su belleza y su magia, exige a su padre, el rey, que Kumudha sea llevada a palacio para casarse con ella. Sigue el clima de cuento de hadas hasta el final. Para el estreno en Viena, Adams dirigió a la Orquesta Sinfónica Simón Bolívar, la orquesta joven de Venezuela.

### Repercusión de su obra
Hoy ya está claro que el minimalismo es solamente un lado de la personalidad musical multifacética de Adams. Más que cualquier otro compositor de su generación, Adams ha alcanzado una síntesis accesible y genuinamente estadounidense entre la ambición seria clásica y el toque vernáculo. Esta clase de populismo apenas se había oído en Estados Unidos desde el apogeo de Copland en los años cuarenta y de Bernstein en los años cincuenta, y parece recuperar la audiencia para la música estadounidense de concierto.
Adams, en sus obras de madurez, ha enriquecido la energía rítmica del minimalismo con una extraordinaria paleta de colores armónicos, con una fértil imaginación orquestal, y con una influencia evidente del romanticismo tardío. Además, ha usado referencias de muchos estilos del siglo XX —tanto pop como «serios»— en sus óperas, en la pieza de orquesta ingeniosamente ecléctica Fearful Symmetries —que toca a Stravinsky, Honegger y la música de las big-band de swing— y en el reciente My Father Knew Charles Ives que muestra el llamativo territorio original.
Los trabajos de Adams han sido programados por las orquestas más importantes de los Estados Unidos, así como por otras orquestas de Europa, Asia y Australia. Su música también ha sido coreografiada por muchas compañías de danza incluyendo la Dance Theater of Harlem (Garth Fagan) y el New York City Ballet (Peter Martins). Las óperas de Adams han estado entre los acontecimientos más polémicos y extensamente considerados de la escena en la historia reciente.
John Adams ha ido poco a poco siendo director de su propia música y de nueva música. De 1987 a 1990 Adams trabajó como asesor artístico de la St. Paul Chamber Orchestra, dirigiendo cuatro semanas de conciertos y supervisando sus actividades de música contemporánea. En 1993, fue nombrado director musical del «The Ojai Festival». Con el Ensemble Modern hizo una gira por Europa en 1993 y una gira estadounidense en 1996. Ha dirigido importantes orquestas, como la Cleveland Orchestra, San Francisco Symphony, Los Angeles Philharmonic, Orchestra of St. Luke's, Royal Concertgebouw o la London Sinfonietta. En febrero de 1997 dirigió la obra Harmonium con la San Francisco Symphony (de la que se hizo una grabación). En la primavera de 1997, fue distinguido con la «New York Philharmonic's Composer Week» (Semana del compositor de la Orquesta Filarmónica de Nueva York). Adams ha desempeñado también el puesto de Director musical del «Cabrillo Festival of Contemporary Music», de Santa Cruz, California.
En abril y mayo de 2003, el Lincoln Center presentó John Adams: An American Master [John Adams: un maestro estadounidense], el mayor festival  que haya dedicado a un compositor vivo. Otros festivales con su música se han presentado recientemente en Londres, Rótterdam y Estocolmo.
John Adams fue artista asociado de la de BBC Symphony Orchestra en junio de 2003, un puesto que según sus propias palabras:

...el puesto es lo bastante desestructurado y flexible para permitir que cualquier salvajada suceda.
John Adams.

Como artista asociado, ha dirigido regularmente a esa orquesta en conciertos en el Barbican de Londres y en los conciertos anuales de los Proms en el Albert Hall y fue director creativo de la Saint Paul Chamber Orchestra. El 23 de noviembre de 2004, la Academia Británica (British Academy) le homenajeó con una gala en el Barbican (Londres). El acto fue seguido de un concierto de la BBC Symphony Orchestra and Chorus que dirigió el propio compositor y que incluía su obra Harmonium.
En el año 2006, John Adams fue compositor residente en Carnegie Hall, y sigue una vida activa como director, apareciendo con las orquestas más importantes del mundo y con programas que combinan sus propios trabajos con otros compositores que van de Debussy, Stravinsky, Bartok y Ravel, a Zappa, Ives, Reich, Glass y Ellington. La obra y vida de John Adams ha protagonizado tres documentales.
Las primeras grabaciones de obras de John Adams aparecieron en sellos como 1750 Arch Labels, New Albion y ECM y fueron seguidas en 1986 por un contrato en exclusiva con Nonesuch Records, una asociación que continúa hasta hoy. En 1999, Nonesuch lanzó The John Adams Earbox, un estuche de 10 cedes con la mayoría de las obras de Adams, que fue una retrospectiva muy alabada por la crítica. La música de John Adams ha sido grabada por otros sellos como EMI/Angel, Philips y Chandos. Entre las grabaciones más recientes están su Grand Pianola Music con el Netherlands Wind Ensemble dirigido por Stephen Mosko, una nueva grabación de Harmonielehre y de The Chairman Dances dirigidas por Simon Rattle, y Harmonium dirigida by Leonard Slatkin. En 1985, Harmonielehre fue distinguida como de «Best Classical Album» (‘mejor disco clásico’) por la revista Time como por el diario USA Today.
Sus obras son editadas por «Boosey & Hawkes Music Publishers, Inc.», por «G. Schimer» y por «Associated Music Publishers».

## Premios y reconocimientos
- 1995:  Caballero de la Orden de las Artes y Letras (Chevalier dans l'Ordre des Arts et des Lettres), concedida por el Ministerio de Cultura francés
- 1997: Fellow of the American Academy of Arts and Sciences[10]
- 1997: Miembro de la American Academy of Arts and Letters[11]
- 2000: Premio del gobernador de California por «Lifetime Achievement in the Arts» [Logro de una vida en las artes]

- 2004: «Centennial Medal of Harvard University’s Graduate School of Arts and Sciences» por sus contribuciones a la sociedad
- 2004: Premio Nemmers de Composición Musical (Nemmers Prize in Music Composition) de la Northwestern University, primer compositor distinguido
- 2007: Harvard Arts Medal[12]
- 2008: Doctorado honorífico de Artes de la Northwestern University
- 2009: Doctorado honorífico de Música de la Duquesne University[13]
- 2009-presente: Creative Chair of the Los Angeles Philharmonic
- 2012: Doctorado honorífico de Música de la Harvard University[14]
- 2013: Doctorado honorífico de Música de la Yale University
- 2015: Doctorado honorífico de Música de la Royal Academy of Music[15]
- Premio Cyril Magnin por «Outstanding Achievement in the Arts» [Logro excepcional en las artes].
- 2018: Premio Fronteras del Conocimiento de la Fundación BBVA en la categoría Música y Ópera
- 2019: Premio Erasmus

Ha sido honrado con un doctorado honorífico por la Universidad de Cambridge, en Inglaterra, así como miembro honorífico de la «Phi Beta Kappa».

### Premios por sus obras
- 1989: Premio Grammy por Best Contemporary Composition for Nixon in China
- 1994: Music Award for Best Chamber Composition de la Royal Philharmonic Society, para Chamber Symphony
- 1995: Premio Grawemeyer de Composición de la University of Louisville, para Violin Concerto[16]
- 1998: Premio Grammy por Best Contemporary Composition, para El Dorado
- 2003: Pulitzer Prize for Music para On the Transmigration of Souls (2003)[17]
- 2005: Premios Grammy por Best Classical Album, por Best Orchestral Performance y por Best Classical Contemporary Composition, para On the Transmigration of Souls (2005)

## Catálogo de obras
| Año       | Obra | Tipo de obra              | Duración |
| 1970      | Piano Quintet | Música de cámara          |          |
| 1970-1971 | Heavy Metal, para cinta de dos canales | Música de cinta           |          |
| 1973      | American Standard, para conjunto indeterminado | Música de cámara          |          |
| 1973      | Christian Zeal and Activity, para conjunto indeterminado                                                                                             | Música de cámara          | 10:00    |
| 1973-74   | Ktaadn, para coro mixto, osciladores y filtros | Música vocal              |          |
| 1975      | Grounding, para seis voces, tres saxofones y electrónica en vivo                                                                                     | Música vocal              |          |
| 1976      | Studebaker Love Music, para cinta de dos canales | Música de cinta           |          |
| 1976      | Onyx, para cinta de dos canales | Música de cinta           |          |
| 1977      | Gnarly Buttons, para clarinete y pequeña orquesta | Música de cámara          | 26:00    |
| 1977      | Phrygian Gates, para piano | Música de piano           | 22:00    |
| 1977      | China Gates, para piano | Música de piano           | 05:00    |
| 1978      | Shaker Loops (versión para orquesta de cuerdas, 1983)                                                                                                | Música de cámara          | 24:00    |
| 1979      | Common Tones in Simple Time, para orquesta | Música orquestal          |          |
| 1980      | Harmonium, para coro y gran orquesta | Música vocal              | 32:00    |
| 1982      | Grand Pianola Music, para 2 pianos, 3 voces de hombre, vientos, metales y percusión                                                                  | Música vocal              | 30:00    |
| 1982      | Música para el documental Matter of Heart, sobre C.G. Jung                                                                                           | Música de película        |          |
| 1983      | Light Over Water (Symphony for brass instruments and synthesizers)                                                                                   | Música electrónica        | 44:00    |
| 1983      | Shaker Loops, versión para orquesta de cuerdas | Música orquestal          | 24:00    |
| 1984      | Harmonielehre, para orquesta | Música orquestal          | 40:00    |
| 1985      | The Chairman Dances, foxtrot para orquesta | Música orquestal          | 12:00    |
| 1985      | Tromba Lontana. Fanfarria para orquesta | Música orquestal          | 04:00    |
| 1985-1987 | Nixon in China. Ópera en tres actos (libreto de Alice Goodman)                                                                                       | Ópera                     | 180:00   |
| 1987      | The Nixon Tapes. Three suites for voices and orchestra from Nixon in China [Las cintas Nixon. Tres Suites para voces y orquesta de «Nixon in China»] | Música vocal              | 56:00    |
| 1986      | Short Ride in a Fast Machine. Fanfarria para orquesta (o ensemble de viento)                                                                         | Música orquestal          | 04:00    |
| 1988      | Fearful Symmetries, para orquesta (u orquesta de cámara)                                                                                             | Música orquestal          | 27:00    |
| 1988-1989 | The Wound-Dresser, para barítono y orquesta de cámara                                                                                                | Música vocal              | 19:00    |
| 1989      | Eros Piano, para piano y orquesta | Música orquestal          | 15:00    |
| 1989-1993 | Six Songs by Charles Ives, para voz y orquesta de cámara (arreglo de canciones de Charles Ives)                                                      | Arreglos y orquestaciones |          |
| 1990      | The Black Gondola, para orquesta o orquesta de cámara) (orquestación de la obra de Franz Liszt, «La lúgubre góndola»)                                | Arreglos y orquestaciones | 09:00    |
| 1990-1991 | The Death of Klinghoffer, ópera en dos actos (libreto de Alice Goodman)                                                                              | Ópera                     | 140:00   |
| 1991      | Choruses from The Death of Klinghoffer | Música vocal              |          |
| 1991      | El Dorado, para orquesta | Música orquestal          | 31:00    |
| 1991      | Berceuse Élégiaque, para orquesta de cámara (arreglo de Ferruccio Busoni (n.º 7 de Elegies, 1907))                                                   | Arreglos y orquestaciones | 09:00    |
| 1992      | Hoodoo Zephyr, para teclado midi para un CD de Nonesuch                                                                                              | Música eletrócica         | 50:00    |
| 1992      | Chamber Symphony | Música de cámara          | 23:00    |
| 1993      | Violin Concerto, para violín y orquesta (u orquesta de cámara)                                                                                       | Música orquestal          | 33:00    |
| 1993      | Le Livre de Baudelaire, para soprano y orquesta (orquestación de cuatro canciones de Cinq poèmes de Charles Baudelaire de Claude Debussy)            | Arreglos y orquestaciones | 22:00    |
| 1994      | John's Book of Alleged Dances, para cuarteto de cuerda y sampler o tape en diez movimientos                                                          | Música de cámara          | 35:00    |
| 1994-1995 | I Was Looking at the Ceiling and Then I Saw the Sky, songplay en dos actos (Obra para teclado midi para un CD de Nonesuch)                           | Ópera                     | 110:00   |
| 1995      | Lollapalooza, para orquesta | Música orquestal          | 06:00    |
| 1995      | Road Movies, para violín y piano | Música de cámara          | 16:00    |
| 1995      | La Mufa (orquestación de un tango de Astor Piazzolla)                                                                                                | Arreglos y orquestaciones | 05:00    |
| 1996      | Todo Buenos Aires (orquestación de un tango de Astor Piazzolla)                                                                                      | Arreglos y orquestaciones | 05:00    |
| 1996      | Hallelujah Junction, para 2 pianos | Música de piano           | 17:00    |
| 1996      | Scratchband, para conjunto amplificado, ensemble mixto (2 instrumentos o más)                                                                        | Música de cámara          | 12:00    |
| 1996-1997 | Slonimsky's Earbox, para orquesta | Música orquestal          | 14:00    |
| 1997      | Century Rolls, para piano y orquesta | Música orquestal          | 31:00    |
| 1998      | Naive and Sentimental Music, para orquesta | Música orquestal          | 48:00    |
| 1999      | Música para la película An American Tapestry (Gregory Nava)                                                                                          | Música de película        |          |
| 1999-2000 | El Niño. A Nativity Oratorio, para soprano, mezzosoprano, barítono, tres contratenores, coro (opcional coro de niño y orquesta)                      | Oratorio                  | 105:00   |
| 2001      | Guide to Strange Places, para orquesta | Música orquestal          | 27:00    |
| 2001      | Nancy's Fancy, para ensemble | Música de cámara          |          |
| 2001      | American Berzerk, para piano | Música de piano           | 06:00    |
| 2002      | On the Transmigration of Souls. In memory of September 11, 2001, para orquesta, coro, coro de niños y banda sonora pregrabada                        | Música vocal              | 27:00    |
| 2003      | My Father Knew Charles Ives, para orquesta | Música orquestal          | 25:00    |
| 2003      | The Dharma at Big Sur, para violín amplificado y orquesta                                                                                            | Música orquestal          | 27:00    |
| 2004-05   | Doctor Atomic, ópera en dos actos (libreto de Adams y Peter Sellars)                                                                                 | Ópera                     | 150:00   |
| 2005      | Doctor Atomic Symphony | Música orquestal          | 30:00    |
| 2006      | A Flowering Tree, ópera (libreto de Adams y Peter Sellars)                                                                                           | Ópera                     | 90:00    |
| 2007      | Son of Chamber Symphony | Música orquestal          |          |
| 2007      | Fellow Traveler, para cuarteto de cuerda | Música de cámara          |          |
| 2008      | First Quartet | Música de cámara          |          |
| 2009      | City Noir |                           |          |
| 2010      | Música incidental para la película I Am Love (Io sono l'amore) – todas las piezas existentes, ninguna composición original                           |                           |          |
| 2012      | Absolute Jest, para cuarteto de cuerda y orquesta | Música orquestal          |          |
| 2011-2013 | The Gospel According to the Other Mary [El Evangelio según la otra María], ópera/oratorio, con Peter Sellars                                         | Ópera                     |          |
| 2013      | Saxophone Concerto | Música orquestal          |          |
| 2014      | Scheherazade.2, sinfonía dramática para violín y orquesta                                                                                            | Música orquestal          |          |
| 2014      | Second Quartet | Música de cámara          |          |
| 2022      | Anthony&Cleopatra | Ópera                     |          |
| 2024      | Frenzy | Música orquestal          |          |

## Discografía
| Obra                                                | Intérpretes | Discografía                      |
| --------------------------------------------------- | --- | -------------------------------- |
|                                                     | The John Adams Earbox. Collected recordings from the Nonesuch catalogue. A 10-CD box set | Nonesuch 79453                   |
|                                                     | John Adams: A Portrait and A Concert o American Music. A DVD documentary and concert recording with music by John Adams, Steve Reich, and Conlon Nancarrow                                                                                              | Arthaus Musik 100322             |
| American Standard                                   | New Music of Ensemble of the San Francisco Conservatory, John Adams, director (producido por Brian Eno) | Obscure #2 (LP)                  |
| American Berserk                                    | Nicolas Hodges, piano | Nonesuch 79699                   |
| The Black Gondola                                   | London Sinfonietta. John Adams, conductor | Nonesuch 9359-2                  |
| The Black Gondola                                   | London Symphony Orchestra. Giséle Ben-Dor, conductor | Júpiter Recordings J109          |
| Century Rolls                                       | Emanuel Ax, piano. Cleveland Orchestra. Christoph von Dohnányi, conductor | Nonesuch 79607-2                 |
| The Chairman Dances                                 | San Francisco Symphony. Edo de Waart, conductor | Nonesuch 79144-2                 |
| The Chairman Dances                                 | Baltimore Symphony. David Zinman, conductor | Argo 444 454-2                   |
| The Chairman Dances                                 | City of Birmingham Symphony Orchestra. Simon Rattle, conductor | EMI 55051                        |
| Chamber Symphony                                    | London Sinfonietta. John Adams, conductor | Nonesuch 79219-2                 |
| Chamber Symphony                                    | Ensemble Modern. Sian Edwards, conductor | BMG/RCA 09026-68674-2            |
| Chamber Symphony                                    | Absolute Ensemble. Kristjan Järvi, conductor | CCn’C 00492                      |
| Chamber Symphony                                    | Orchestre Philharmonique de Montpellier. René Bosc, conductor | Actes Sud OMA34102               |
| China Gates                                         | Gloria Cheng-Cochran, piano | Telarc 80513                     |
| China Gates                                         | Alan Feinberg, piano | Argo 436 925                     |
| China Gates                                         | Christopher O'Riley, piano | Albany, TROY 038-2               |
| China Gates                                         | Nicolas Hodges, piano | Nonesuch 79699                   |
| Christian Zeal & Activity                           | San Francisco Symphony. Edo de Waart, conductor | Nonesuch 79144-2                 |
| Christian Zeal & Activity                           | Orchestre Philharmonique de Montpellier. René Bosc, conductor | Actes Sud OMA34102               |
| Common Tones in Simple Time                         | San Francisco Symphony. Edo de Waart, conductor | Nonesuch 79144-2                 |
| The Death of Klinghoffer                            | Film directed by Penny Woolcock. London Symphony Orchestra. John Adams, conductor | Decca 074 189-9 DH               |
| The Death of Klinghoffer                            | Original Cast, Lyon Opera Orchestra and English Opera Chorus. Kent Nagano, conductor | Nonesuch 7928                    |
| El Dorado                                           | Hallé Orchestra. Kent Nagano, conductor | Nonesuch 79359-2                 |
| Eros Piano                                          | Paul Crossley, piano. Orchestra of St. Lukes. John Adams, conductor | Nonesuch 79249                   |
| Fearful Symmetries                                  | Sanford Sylvan, baritone. Orchestra of St. Luke's. John Adams, conductor | Nonesuch 79218                   |
| Fearful Symmetries                                  | Orchestre Philharmonique de Montpellier. René Bosc, conductor | Actes Sud OMA34102               |
| Gnarly Buttons                                      | Michael Collins, clarinet. London Sinfonietta. John Adams, conductor | Nonesuch 79465-2                 |
| Grand Pianola Music                                 | London Sinfonietta. John Adams, conductor | Nonesuch 79219-2                 |
| Grand Pianola Music                                 | Netherlands Wind Ensemble. Stephen Mosko, conductor | Chandos 9363                     |
| Grand Pianola Music                                 | Solisti New York. Ransom Wilson, conductor | EMI CDC-7 47331 2                |
| Hallelujah Junction                                 | Gerard Bouwhuis and Cees van Zeeland, piano dúo | Turtle Records TRSA0021          |
| Hallelujah Junction                                 | Nicolas Hodges and Rolf Hind, pianos | Nonesuch 79699                   |
| Harmonielehre                                       | San Francisco Symphony. Edo de Waart, conductor | Nonesuch 79115                   |
| Harmonielehre                                       | City of Birmingham Symphony Orchestra. Simon Rattle, conductor | EMI 550151                       |
| Harmonium                                           | San Francisco Symphony & Chorus. Edo de Waart, conductor | ECM New Series 1277              |
| Harmonium                                           | San Francisco Symphony & Chorus. John Adams, conductor | Nonesuch 79549                   |
| Hoodoo Zephyr                                       | John Adams, synthesizers & samplers | Nonesuch 79311-2                 |
| I Was Looking at the Ceiling and then I Saw the Sky | Original cast recording. John Adams, conductor | Nonesuch 79473-2                 |
| I Was Looking at the Ceiling and then I Saw the Sky | Orchestre Philharmonique de Montpellier. René Bosc, conductor | Actes Sud OMA34102               |
| John’s Book of Alleged Dances                       | Kronos Quartet | Nonesuch 79465-2                 |
| Lollapalooza                                        | New World Symphony. Michael Tilson Thomas, conductor | BMG/RCA 68798                    |
| My Father Knew Charles Ives                         | Bill Houghton, Tracy Silverman. BBC Symphony Orchestra, John Adams, conductor | Nonesuch                         |
| My Father Knew Charles Ives                         | Hallé Orchestra. Kent Nagano, conductor. see The John Adams Earbox | --                               |
| Naive and Sentimental Music                         | Los Angeles Philharmonic. Esa-Pekka Salonon, conductor | Nonesuch 79636-2                 |
| El Niño                                             | Lorraine Hunt Lieberson, mezzo-soprano. Dawn Upshaw, soprano. Willard White, baritone. Theatre of Voices - Paul Hillier, artistic director. London Voices - Terry Edwards, choir director. Deutsches Symphonie-Orchester Berlin. Kent Nagano, conductor | Nonesuch 79634-2 (2CD)           |
| Nixon in China                                      | Original Cast. Orchestra of St. Luke's. Edo de Waart, conductor | Nonesuch 79177                   |
| On the Transmigration of Souls                      | New York Philharmonic. Lorin Maazel, conductor | Nonesuch 79816-2                 |
| Phrygian Gates                                      | Ursula Oppens, piano | Music & Arts 604                 |
| Phrygian Gates                                      | Christopher O'Riley, piano | Albany, TROY 038-2               |
| Phrygian Gates                                      | Gloria Cheng-Cochran, piano | Telarc 80513                     |
| Phrygian Gates                                      | Hermann Kretzschmar, piano | BMG/RCA 09026-68674-2            |
| Phrygian Gates                                      | Peter Waters, piano | Tall Poppies, TP 108 (Australia) |
| Phrygian Gates                                      | Rolf Hind, piano | Nonesuch 79699                   |
| Road Movies                                         | John Novacek, piano. Leila Josefowicz, violín | Nonesuch 79699                   |
| Shaker Loops                                        | Orchestra of St. Luke's. John Adams, director | Nonesuch 79360                   |
| Shaker Loops                                        | Ensemble Modern. Sian Edwards, director | BMG/RCA 09026-68674-2            |
| Shaker Loops                                        | London Chamber Orchestra. Chistopher Warren-Green, director | Virgin 7 91168-2                 |
| Shaker Loops                                        | San Francisco Symphony. Edo de Waart, conductor | Philips 412214 2.                |
| Shaker Loops                                        | Ridge Quartet et al. John Adams, conductor (original septet version) | New Albion NA 014                |
| Short Ride in a Fast Machine                        | San Francisco Symphony. Edo de Waart, director | Nonesuch 79144-2                 |
| Short Ride in a Fast Machine                        | City of Birmingham Symphony Orchestra. Simon Rattle, director | EMI 55051                        |
| Short Ride in a Fast Machine                        | Netherlands Wind Ensemble. Stephen Mosko, director (versión for band) | Chandos 9363                     |
| Slonimsky’s Earbox                                  | Hallé Orchestra. Kent Nagano, director. see The John Adams Earbox | --                               |
| The Dharma at Big Sur                               | Bill Houghton, Tracy Silverman. BBC Symphony Orchestra, John Adams, director | Nonesuch                         |
| Tromba lontana                                      | City of Birmingham Symphony Orchestra. Simon Rattle, director | E MI 55051                       |
| Tromba lontana                                      | San Francisco Symphony. Edo de Waart, director | Nonesuch 79144-2                 |
| Violin Concerto                                     | Leila Josefowicz, violin. BBC Symphony Orchestra. John Adams, director | BBC Late Junction BBCLJ30012     |
| Violin Concerto                                     | Robert McDuffie, violin. Houston Symphony. Christoph Eschenbach, director | Telarc 80494                     |
| Violin Concerto                                     | Gidon Kremer, violín. London Symphony Orchestra. Kent Nagano, director | Nonesuch 79360                   |
| The Wound Dresser                                   | Christopher Maltman, baritone. BBC Symphony Orchestra. John Adams, director | BBC Late Junction BBCLJ30012     |
| The Wound Dresser                                   | Sanford Sylvan, baritone. Orchestra of St. Luke's. John Adams, director | Nonesuch 79218                   |